# Thomas Nyberg
Thomas Nyberg, född 2 juni 1960 i Lund, är en svensk musiker. Han är verksam som basist och körsångare och har spelat med bland andra Time Gallery, Karmakanic, Mikael Wiehe, Eric Bazilian,  Björn Afzelius och Solstollarna. Basist i husbandet för TV-serierna Centralen, Bumerang ("En Svensk TV-Orkester") och Stereo, (SVT Malmö). Har även varit lärare i engelska, svenska och matematik för Rädda Barnens musikprojekt 1993.